# Matlock (TV-serie)
Matlock är en amerikansk TV-serie från 1986–1995 med Andy Griffith i titelrollen. Serien hade många kända gästskådespelare, däribland Dick Van Dyke, Milton Berle, Ryan Phillippe, Roddy McDowall och Mike Farrell.

## Handling
Serien handlar om änkemannen och försvarsadvokaten Ben Matlock. Han är erkänd, listig och älskar varmkorv. Till sin hjälp har han sin dotter Charlene och en detektiv för att lösa utredningarna och sätta dit rätt bov.

## Rollista i urval
- Ben Matlock - Andy Griffith
- Charlene Matlock - Linda Purl
- Tyler Hudson - Kene Holliday
- Cassie Phillips - Kari Lizer
- Michelle Thomas - Nancy Stafford
- Julie March - Julie Sommars
- Conrad McMasters - Clarence Gilyard Jr.
- Leanne MacIntyre - Brynn Thayer
- Cliff Lewis - Daniel Roebuck
- Jerri Stone - Carol Huston